# Alpes de Stubai
Os Alpes de Stubai (alemão:  Stubaier Alpen) é um maciço montanhoso que se encontram a Sudoeste de Innsbruck que fica no Vale de Stubai, na regiões do Tirol da Áustria, e na  Província autónoma de Bolzano que fica na Trentino-Alto Ádige da Itália. O cume mais alto é o  Pan di Zucchero com 3.507 m.

## Localização
Os Alpes de Stubai têm a Norte os Montes de Mieming e de Wetterstein dos Alpes calcários do Tirol, a os Pré-Alpes de Tux dos Alpes xistosos do Tirol, a Sudeste os Alpes de Sarentino da sua secção, e a Sudoeste os Alpes de Venoste.

## SOIUSA
A Subdivisão Orográfica Internacional Unificada do Sistema Alpino (SOIUSA) dividiu os Alpes em duas grandes Partes: Alpes Ocidentais e Alpes Orientais, separados pela linha formada pelo  Rio Reno - Passo de Spluga - Lago de Como - Lago de Lecco.
Os Alpes de Venoste, os Alpes de Stubai, e os Alpes de Sarentino formam os Alpes Réticos orientais

### Classificação  SOIUSA
Segundo a SOIUSA este acidente geográfico é uma Sub-secção alpina com as seguintes características:
- Parte = Alpes Orientais
- Grande sector alpino = Alpes Orientais-Centro
- Secção alpina = Alpes Réticos orientais
- Sub-secção alpina =  Alpes de Stubai
- Código = II/A-16.II

## Imagens

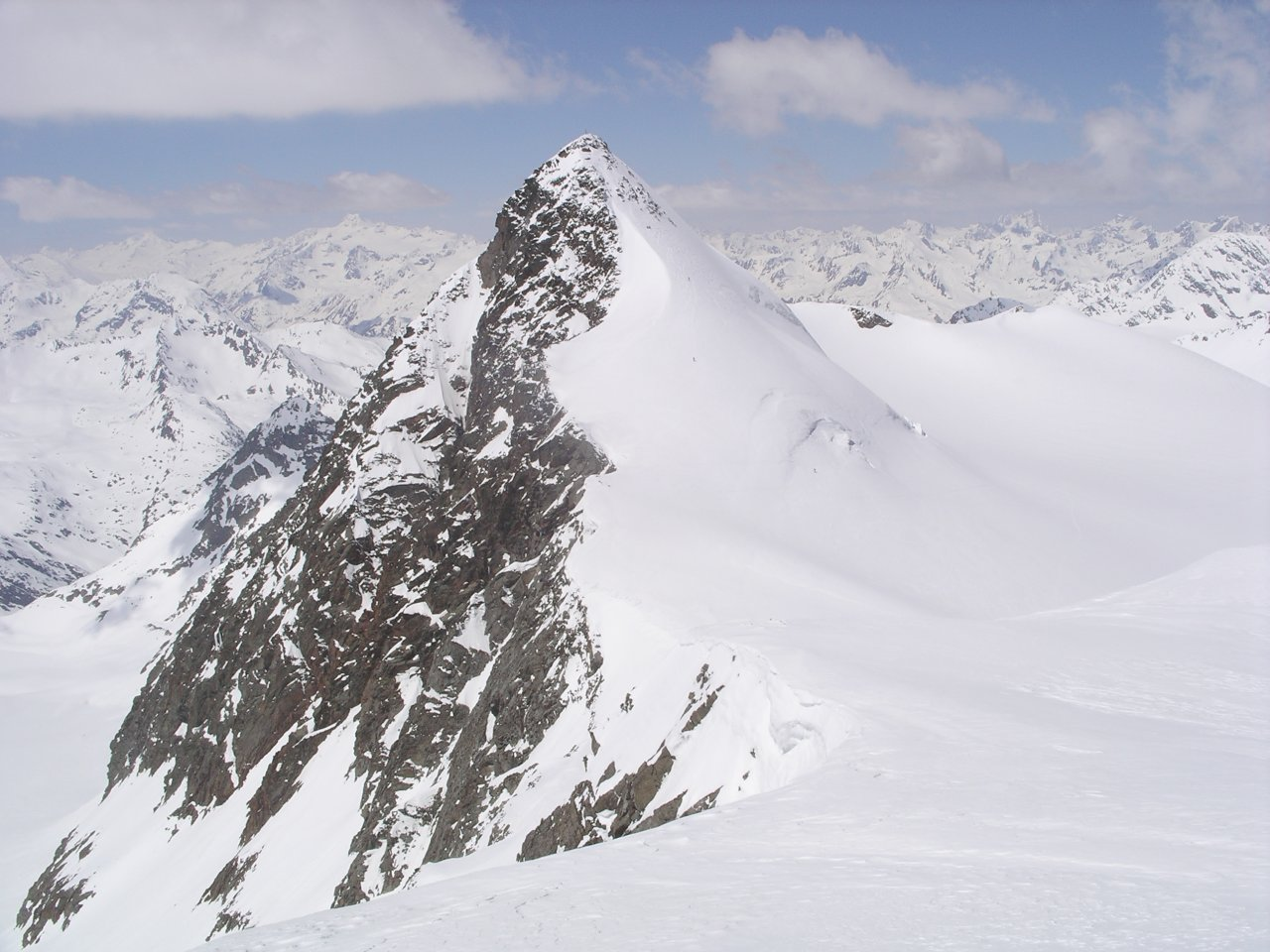
O Pan di Zucchero ou Zuckerhuetl